# Hugin y Munin (cómic)
Hugin y Munin son personajes ficticios que aparecen en los cómics estadounidenses publicados por Marvel Comics. Se basan en los cuervos del mismo nombre de la mitología nórdica.

## Historial de publicaciones
Hugin y Munin aparecieron por primera vez en Thor # 274 (agosto de 1978) y fueron adaptados de la mitología por John Buscema y Roy Thomas.
Los personajes aparecieron posteriormente en Thor #276, 300, 338-339, 341-344, 371, 373-375, 379, 381, 478, y 484, entre octubre de 1978 y julio de 1987. También aparecieron en The Avengers #310 (nov. 1989), Thor vol. 2 #45 (marzo 2002), Thor: Man of War #1 (enero 2009), Marvel Pets Handbook #1 (agosto 2009), Thor and the Warriors Four #2 (julio 2010), The Official Handbook of the Marvel Universe A-Z #14 (agosto 2010), Thor and the Warriors Four #4 (sept. 2010), Thor #618 (feb. 2011), Loki vol. 2 #3 (abril 2011), Thor #620 (abril 2011), The Mighty Thor #1 (junio 2011), Fear Itself #1 (junio 2011), Journey into Mystery #622 (junio 2011), The Mighty Thor #2 (julio 2011), Fear Itself #2 (julio 2011), Journey into Mystery #629 (dic. 2011) y Avengers Origins: Thor #1 (enero 2012).

## Biografía ficticia
Munin y Hugin son hermanos y los cuervos de Odín. Los envía a los Nueve Reinos todos los días para aprender lo que estaba sucediendo. Ellos son los que le cuentan a Odín sobre la llegada de Ragnarök.
Hubo un momento en que los pájaros entraron en Muspelheim después de que Odín los envió a viajar al dominio del demonio y descubrir el secreto de su origen. Odín talló runas en sus garras para que pudieran pasar más allá de cualquier barrera. Cuando llegan a su destino, Surtur siente su llegada y comienza la pelea.

### La muerte de Hugin
Heimdall observa como Hugin corre por su vida y cae al puente. Heimdall lleva a Odín a su casa al lado del puente donde yace Munin y Odín, y Munin hablan por un rato, Munin le dice a Odín lo que quería saber. Munin regresa al salón del trono real con una pluma negra y se la da a Balder, quien ahora es rey desde la muerte de Odín. Al ver la única pluma negra como un mal presagio, llama a Heimdall y le pide que vigile a Asgard mientras investiga su corazonada sobre la pluma. Munin guía a Balder a través del desierto sin fin hasta que encuentran a una de las Hermanas del Destino y Balder le pide que le conceda agua del Pozo de la Vida. Ella se lo da con mucho gusto, pero le dice que lo use sabiamente, ya que es un regalo que solo se puede dar una vez. Tomando el frasco de agua, Balder explica que Munin bajó al reino de Muspelheim con su hermano Hugin, pero Munin regresó solo. Balder saca la única pluma que le dio Munin, vierte el agua sobre ella y resucita a Hugin. Con los dos pájaros reunidos, Balder se vuelve para agradecer a la Hermana del Destino, pero descubre que se ha ido. Con su búsqueda terminada, Balder ordena a los pájaros que regresen con él a la ciudad de Asgard.

### En la batalla contra Fin Fang Foom
Varios asgardianos, incluidos Sif y Fandral, han caído en la batalla contra Fin Fang Foom. Balder también se ha caído, pero está lo suficientemente consciente como para decirles a Hugin y Munin que obtengan el Elixir que obtuvo de Wyrd y se lo entreguen a Mick y Kevin. Los pájaros lo recuperan y se lo dan a los niños, quienes se lo entregan a Balder y ayudan a restaurar a los dioses caídos.

## Marnot
Además de Hugin y Munin, Odin tenía un tercer cuervo, Hescamar, más tarde rebautizado como Marnot. La primera aparición de Marnot fue en Thor vol. 2 # 2 (agosto de 1998), donde llegó a Hel para recuperar a Thor de Hela para que Thor pudiera redimirse por la muerte de Jake Olson. Cuando Hela escucha que Marnot planea llevarse a Thor, ella va a detenerlo, pero Marnot la agarra por el cuello, revelando que su poder es suficiente para detener incluso a ella. Cuando Marnot revive a Thor, está en el cuerpo de Jake Olson, pero Thor no recuerda la vida de Jake, por lo que tiene que engañar a su manera cuando regrese a la Tierra. Thor planea dejar el cuerpo de Jake, pero Marnot le dice que no lo recomienda antes de decirle que sabe todo lo que necesita saber y se va.
Cuando Marnot le cuenta a Thor la historia de los Dioses Oscuros para disuadirlo de atacarlos, Thor decide expulsar a todos los Dioses Oscuros de Asgard de todos modos. Después de la derrota de los Dioses Oscuros, se reveló que Marnot era realmente Hescamar y más tarde fue asesinado por uno de los Cifrados de Hela, que tomó la forma de Keith Kincaid.
Apareció en 10 números de Thor vol. 2, que abarca desde agosto de 1998 hasta septiembre de 1999, y luego nuevamente en un número de Thor vol. 2 # 37 (julio de 2001).

## Otras versiones

### Ultimate Marvel
En el sello Ultimate Marvel, los cuervos aparecen en Ultimate Comics: Thor, una precuela de The Ultimates que explora los orígenes de Thor en una historia de fondo más fiel a las historias mitológicas nórdicas. Aparecen junto a Odín y mueren durante el Ragnarök.

## En otros medios

### Televisión
- Hugin y Munin aparecen en la serie de televisión animada The Avengers: Earth's Mightiest Heroes en el episodio "The Siege of Asgard".

### Película
- Hugin y Munin se pueden ver brevemente en la película de acción en vivo de Marvel Studios Thor (2011). Ellos hacen su aparición en el principio en la coronación de Thor, posando sobre el trono de Odín y en la habitación de Odín, mientras que él está en el Sueño de Odín.[11]
- Aparecen en The Avengers (2012) cuando Thor toma a Loki del Quinjet de S.H.I.E.L.D. y discuten en la cima de la montaña.
- En Thor: The Dark World (2013), uno de los cuervos está posado en el brazo de Odín.